# Безверхий, Алексей Игнатьевич
Алексе́й Игна́тьевич Безве́рхий (23 марта 1921 года — 16 июня 2004 года) — советский военный лётчик, лётчик-ас, участник Великой Отечественной войны, командир эскадрильи 156-го гвардейского Львовского Краснознамённого ордена Богдана Хмельницкого истребительного авиационного полка 12-й гвардейской Знаменской Краснознамённой ордена Богдана Хмельницкого истребительной авиационной дивизии 1-го гвардейского штурмового авиационного корпуса 2-й воздушной армии 1-го Украинского фронта, гвардии старший лейтенант.
Герой Советского Союза (27.06.1945), полковник запаса (с 1961 года).

## Биография
Родился 23 марта 1921 года в селе Андреевка ныне Новосанжарского района Полтавской области в семье крестьянина. Украинец. Член ВКП(б) с 1944 года. Учился в неполной средней школе. Окончил аэроклуб, три курса Полтавского автодорожного техникума.
В 1940 году призван в ряды Красной армии. В 1941 году окончил Чугуевскую военно-авиационную школу пилотов, в 1942 году — Конотопское военное авиационное училище. В боях Великой Отечественной войны с июня 1943 года. Воевал на Степном, 1-м Украинском и 2-м Украинском фронтах.
Свой боевой счёт А. И. Безверхий открыл 7 августа 1943 года в бою под Белгородом. В воздушных боях на 2-м Украинском фронте во время форсирования советскими войсками Днепра и Днестра, в Корсунь-Шевченковской операции отважный воин снова продемонстрировал высокое лётное мастерство, уничтожил ещё два самолёта противника.
В дни Ясско-Кишинёвской операции А. И. Безверхий сбил 6 вражеских самолётов. Отличился бесстрашный лётчик и в последующих боях — в районе Львова, Сандомира, в небе фашистской Германии. С 17 марта по 18 апреля 1945 года гвардии старший лейтенант А. И. Безверхий уничтожил 4 самолёта противника.
За годы войны гвардии старший лейтенант А. И. Безверхий совершил 333 боевых вылета. Он провёл 47 воздушных боёв, в которых сбил 15 самолётов врага лично и один в группе. Им совершены многочисленные вылеты в глубокий тыл врага, в результате которых получены ценные сведения о противнике.
Указом Президиума Верховного Совета СССР от 27 июня 1945 года за мужество и отвагу, проявленные в боях с немецкими захватчиками гвардии старшему лейтенанту Алексею Игнатьевичу Безверхему присвоено звание Героя Советского Союза с вручением ордена Ленина и медали «Золотая Звезда» (№ 4821).
После окончания Великой Отечественной войны продолжил службу в Военно-воздушных силах. С 1961 года полковник А. И. Безверхий — в запасе.
Жил в городе Харькове (Украина). Умер 16 июня 2004 года.

## Семья
Дети: Сергей Алексеевич Безверхий 1953 г.р. Проживает в г. Харькове, основатель и руководитель группы компаний Сириус, успешный бизнесмен.
Оксана Алексеевна Приходько. Проживает в Харькове, домохозяйка.
Внуки: Андрей Сергеевич Безверхий 1979 г.р. Специалист по международным финансам. Проживает в Гонконге с 2004 г. с супругой Натальей Безверхой 1981 г.р. уроженкой г. Днепропетровска, Украина. Алексей Сергеевич Безверхий 1985 г.р. проживает в г. Харькове. Олег Владимирович Приходько 1974 г.р. Наталья Владимировна Приходько 1980 г.р. Александра Безверхая 2008 г.р. проживает в г. Харькове. Правнук: Всеволод Безверхий 2011 г.р. проживает в Харькове.  
Правнучки: Николь Безверхая 2010 г.р. и Скарлетт Безверхая 2015 г.р.проживают в Гонконге с мамой и папой.

## Награды
- Медаль «Золотая Звезда» Героя Советского Союза (№ 4821)
- Орден Ленина
- Четыре ордена Красного Знамени
- Орден Александра Невского
- Два ордена Отечественной войны I степени
- Орден Красной Звезды
- Медали, в том числе:
  - Медаль «За победу над Германией в Великой Отечественной войне 1941—1945 гг.»
  - Юбилейная медаль «Двадцать лет Победы в Великой Отечественной войне 1941—1945 гг.»
  - Юбилейная медаль «Тридцать лет Победы в Великой Отечественной войне 1941—1945 гг.»
  - Юбилейная медаль «Сорок лет Победы в Великой Отечественной войне 1941—1945 гг.»

## Память
- Похоронен в Харькове на кладбище № 2.